# فكر أسطوري
الفكر الأسطوري هو مرحلة افتراضية للفكر البشري تسبق الفكر الحديث، اقترحها هنري فرانكفورت وزوجته هنريت أنتونيا فرانكفورت في الأربعينيات. وفقًا لهذا الاقتراح، كانت هناك مرحلة «أسطورية» لم تفكر فيها الإنسانية من ناحية التعميمات والقوانين غير الشخصية: وبدلاً من ذلك، رأى البشر أن كل حدث هو عمل إرادي من جانب بعض الكائنات الشخصية. ويفترض أن طريقة التفكير هذه تفسر ميل القدماء إلى خلق أساطير تصور الأحداث على أنها أفعال الآلهة والأرواح. اقترح جوليان جينس دافعًا فيزيولوجيًا لهذا في عام 1976 في شكل ثنائيّ الحجرات.

## الخصائص

### النظرة الشخصانية للطبيعة
وفقًا للفرانكفورت، إن «الفرق الأساسي بين مواقف الإنسان الحديث والقديم المتعلقة بالعالم المحيط هو: بالنسبة للإنسان العلمي الحديث، يُشار إلى عالم الظواهر أساسًا بكلمة «هو»؛ أما بالنسبة للإنسان القديم -وكذلك البدائي- كان يشار إليه بكلمة «أنت»». بعبارة أخرى، يرى الإنسان الحديث معظم الأشياء باعتبارها كائنات غير شخصية، بينما يرى الإنسان القديم معظم الأشياء كأشخاص.
وفقًا للفرانكفورت، نظر القدماء إلى العالم بهذه الطريقة لأنهم لم يفكروا من ناحية القوانين العالمية. فالفكر الحديث «يقلل من فوضى التصورات إلى نظام تجري فيه الأحداث النموذجية وفقًا للقوانين العالمية» فكّر مثلًا في نهر يرتفع عادةً في الربيع. ولنفترض أن النهر لم يرتفع في أحد فصول الربيع. في هذه الحالة، لا يستنتج الفكر الحديث أن قوانين الطبيعة قد تغيرت؛ ويبحث بدلًا عن ذلك عن مجموعة من القوانين العالمية الثابتة التي يمكنها تفسير ارتفاع النهر في الحالات أخرى بدلًا من تفسير عدم ارتفاعه. يُعتبر الفكر الحديث تجريديًا: فهو يسعى إلى توحيد المبادئ الكامنة وراء التنوع.
في المقابل، يزعم الفرانكفورت، أنه «لا يمكن للعقل البدائي الانسحاب إلى هذا الحد من الإدراك الحسي الإدراكي». لا يبحث الفكر الأسطوري عن توحيد للمبادئ الكامنة وراء تنوع الأحداث الفردية. وهو عملي وليس مجردًا: فهو يأخذ كل حدث في المعنى الظاهري له. فعندما يرتفع نهر في إحدى السنوات ولا يرتفع في سنة أخرى، لا يحاول الفكر الأسطوري توحيد هذين الحدثين المختلفين تحت قانون عام. ويقول بدلًا من ذلك «لا يرتفع النهر، عندما يرفض الارتفاع». إذا لم يكن هناك قانون يحكم سلوك النهر، وإذا كان النهر قد «رفض» ببساطة أن يرتفع، فإن عدم ارتفاعه يجب أن يكون اختيارًا: «لا بد أن النهر، أو الآلهة، غاضب»، ولا بد أنه قرر منع الفيضان السنوي. وبهذا، يتنهي الفكر الأسطوري في النظر إلى العالم بالكامل باعتباره شخصيًا: وأن كل حدث هو فعل إرداي.

### التغاضي عن التناقض
يزعم الفرانكفورت أن الفكر الأسطوري يفسر التغاضي عن التناقضات الظاهرية في الأساطير. وفقًا لنظرية الفرانكفورت، لم يحاول القدماء توحيد التجارب المختلفة تحت قانون عالمي، بل أخذوا كل تجربة فردية حسب المعنى الظاهري لها. لذا، أخذوا أحيانًا تجربة واحدة وطوروا منها خرافة، وأخذوا تجربة مختلفة وطوروا منها خرافة مختلفة، دون الاهتمام بشأن ما إذا كانت هذه الخرافات تتعارض فيما بينها: «من المرجح أن القدماء قدموا أوصافًا مختلفة متوازية للظواهر الطبيعية حتى لو كانت متنافية» يقدم الفرانكفورت المصريين القدماء كمثال إذ كانت لديهم ثلاث أساطير خلق مختلفة.